# روزن هورن
روزن هورن (به لاتین: Rosenhorn) یک کوه در سوئیس است که در کانتون برن واقع شده‌است. روزن هورن ۳٬۶۸۹ متر بالاتر از سطح دریا واقع شده‌است.